# Aiguille du Fou
A Aiguille du Fou é um cume do grupo conhecido por Aiguilles de Chamonix no Maciço do Monte Branco, nos Alpes, em França. Culmina à altitude de 3501 m. Situa-se na aresta principal das Aiguilles de Chamonix, a sul da Aiguille de Blaitière, entre a Aiguille des Ciseaux a norte, e a Ponta Lépiney, da qual é separada pelo colo denominado "Col du Fou" a 3365 m. 

## Ascensões
A primeira ascensão da Aiguille du Fou teve lugar em 16 de julho de 1901 e foi feita por Émile Fontaine com o guia Joseph Ravanel, que subiram até ao bloco do cume efetuando um lançamento de corda. A primeira ascensão utilizando a passagem em ascensão livre - tipo V - foi realizada por Armand Charlet com G. Charlet, Mlles E. e Y. Carmichaël.

## Face Sul
A Aiguille du Fou é sobretudo conhecida pela sua face sul excecionalmente a pique e lisa, pelo que esta via só foi aberta 50 anos depois de se ter vencido o cume, utilizando  a escalada artificial, sistema estudado e preparado por John Harlin e Tom Frost no Parque Nacional de Yosemite. Nesta ascensão da Aiguille du Fou, os dois estavam acompanhados por Stewart Fulton e Gary Hemming. 
A Travessia Blaitière-Ciseaux-Fou e a face sul são respetivamente os n.º 34 e 93 das 100 mais belas corridas de montanha.

## Imagens
Tom Frost e Yvon Chouinard foram os grandes inventores e iniciadores da escalada artificial

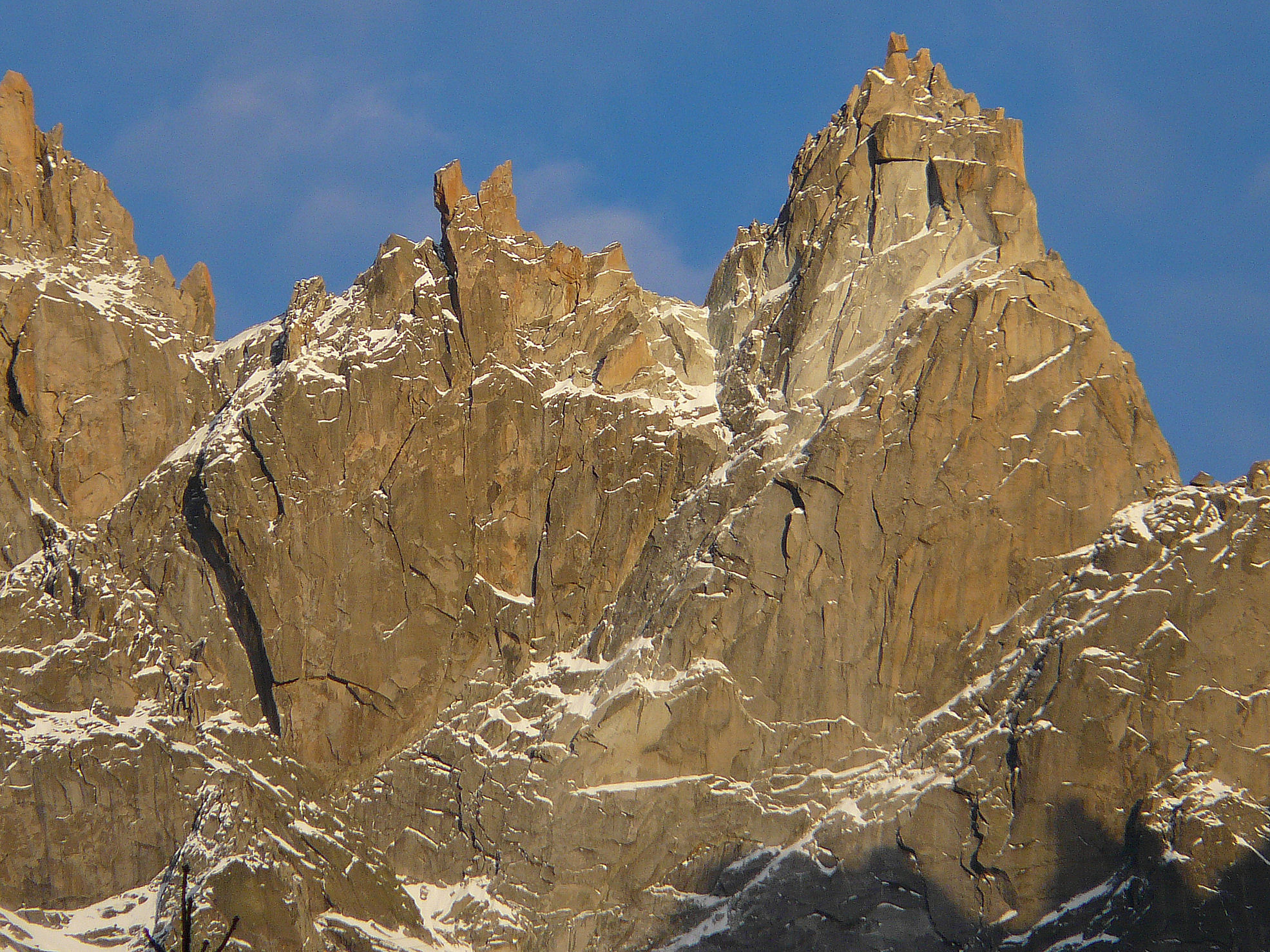
Les Ciseaux, à esquerda, e a Aiguille du Fou
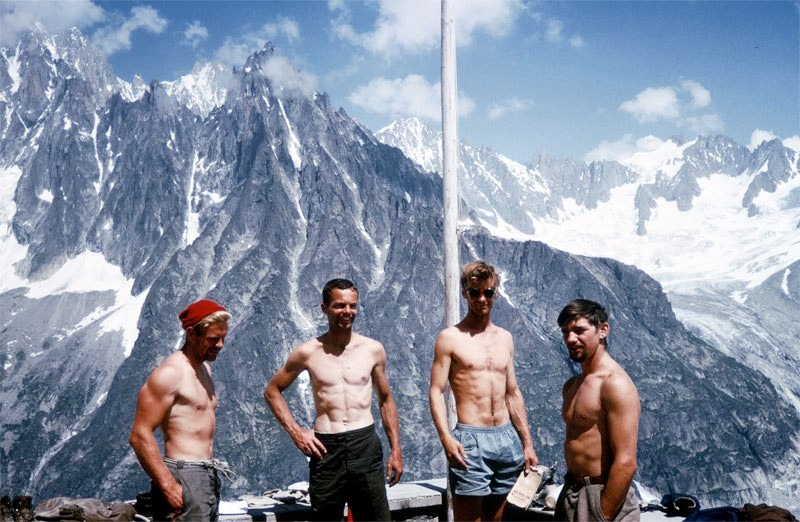
Em 1963 no refúgio de l'Envers des Aiguilles: John Harlin II, Tom Frost, Gary Hemming, e Stewart Fulton
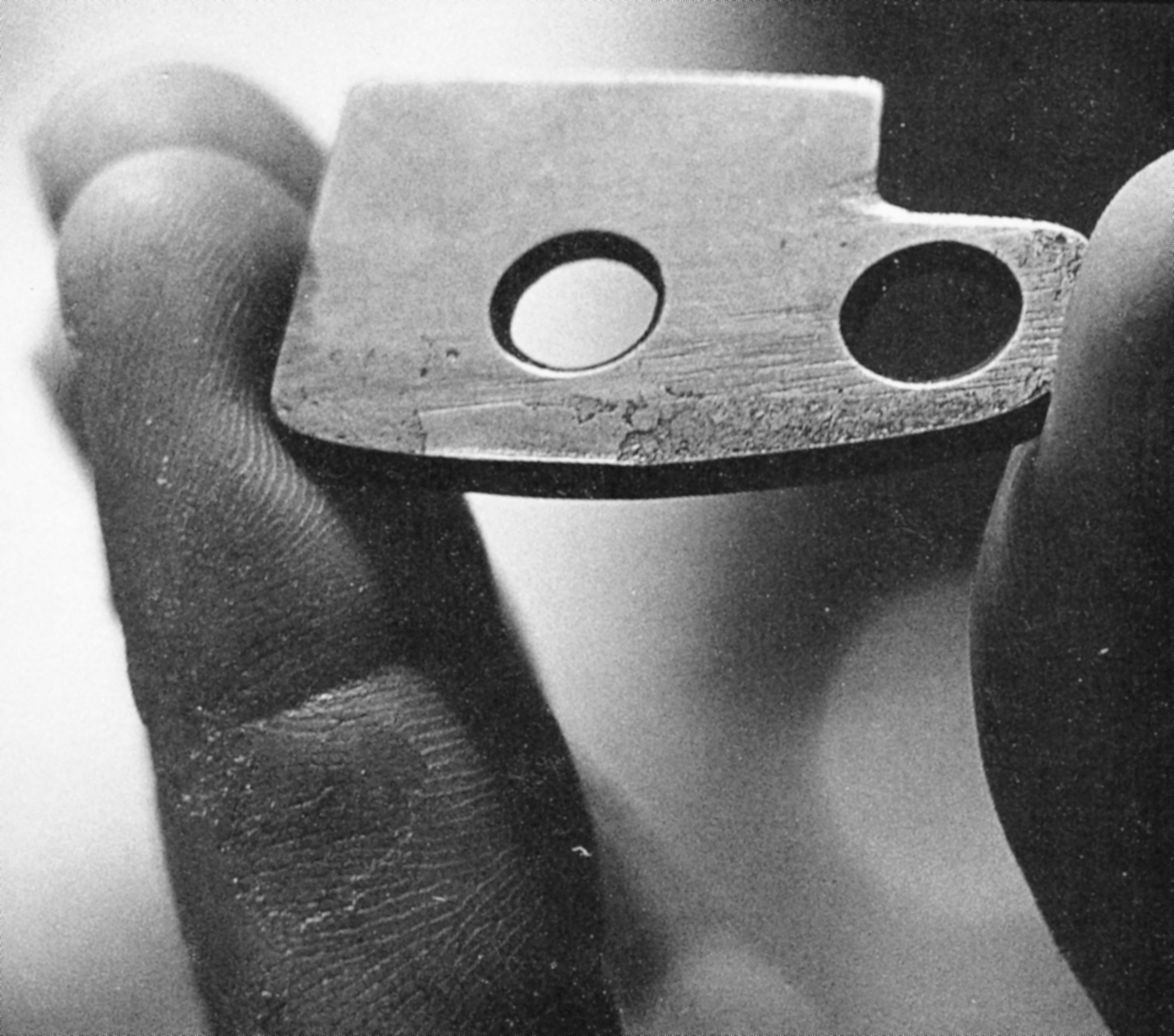
RURP (Realized Ultimate Reality Piton), de T. Fost e Y. Chouinard
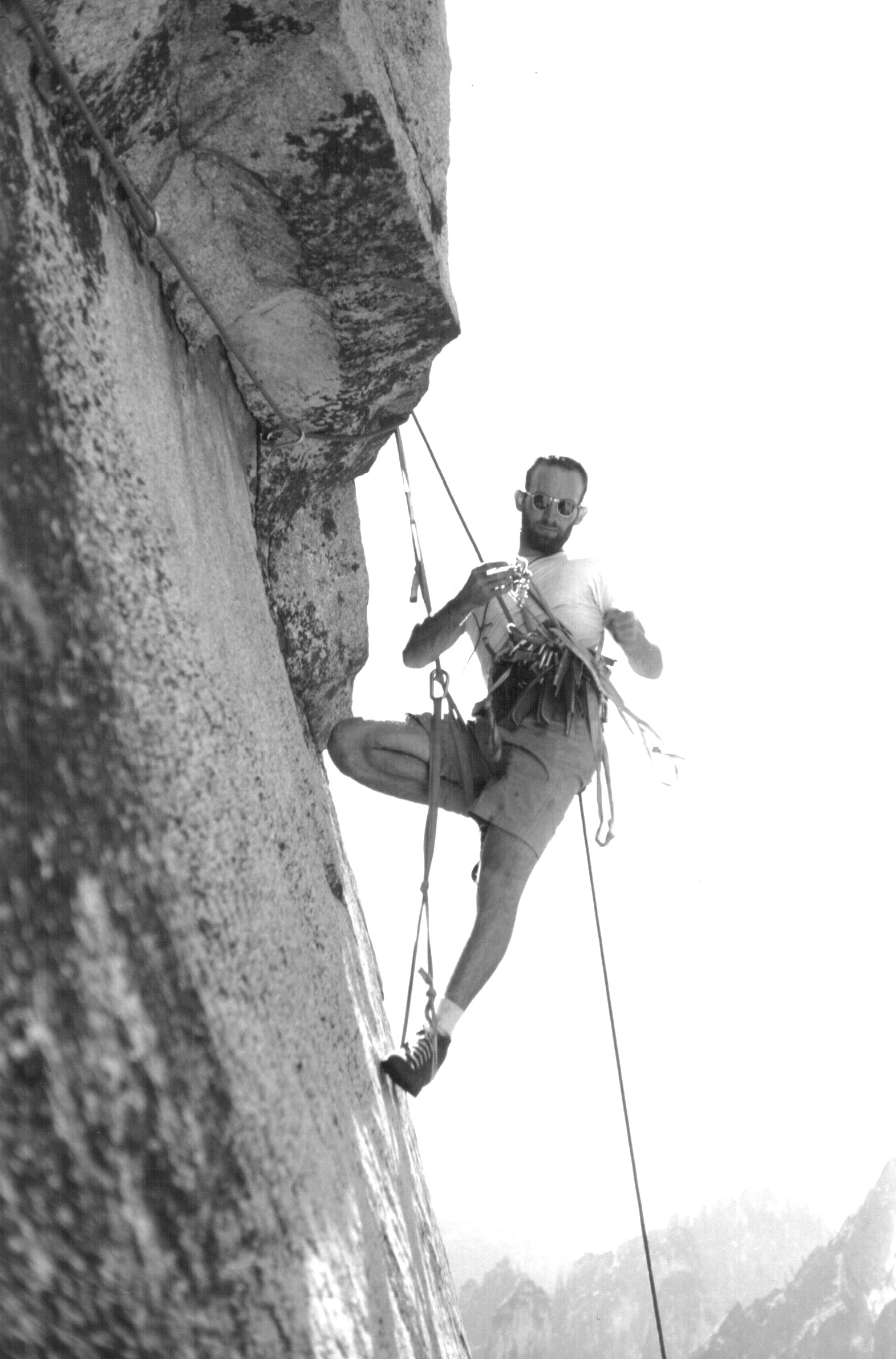
Royal Robbins por Tom Frost
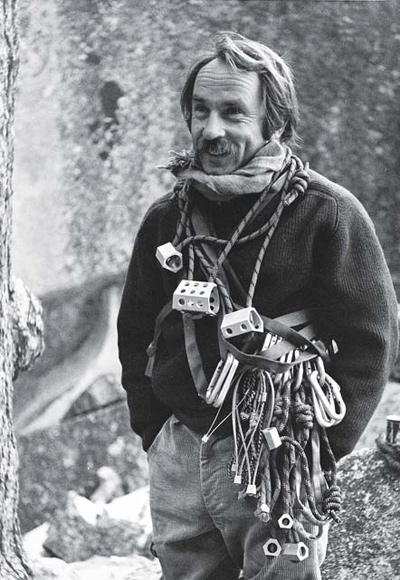
Yvon Chouinard com material de escalada artificial